# Oji-waza
Las técnicas de Oji Waza (en japonés: 応じ技) en el kendo se refieren a las técnicas de contraataque o contraofensiva. Estas técnicas se utilizan cuando el oponente realiza un ataque y el practicante de kendo responde de manera rápida y precisa para contrarrestar y aprovechar la apertura en la defensa del oponente. Las técnicas de Oji Waza requieren un buen sentido del tiempo, una lectura precisa de los movimientos del oponente y una ejecución rápida y contundente. Algunos ejemplos comunes de Oji Waza incluyen el Hiki Waza (ataque al retroceder), el Kaeshi Waza (contraataque) y el Nuki Waza (esquivar y contraatacar). Estas técnicas son esenciales para desarrollar habilidades de anticipación, reacción y control en el kendo
Las técnicas de Oji Waza en el kendo son diversas y se utilizan para contraatacar o defenderse contra los ataques del oponente. Algunas de las técnicas de Oji Waza más comunes incluyen:

## Etimología
El término "Oji Waza" en japonés está compuesto por dos elementos: "Oji" (応じ) y "Waza" (技).
- "Oji" (応じ) significa "responder" o "reaccionar" en japonés. Esta palabra está formada por el kanji 応, que significa "respuesta" o "correspondencia", y el verbo auxiliar じ (ji) que indica una acción en respuesta a algo. En el contexto del kendo, "Oji" se refiere a la habilidad de responder rápidamente a los ataques del oponente con técnicas defensivas o contraataques oportunos.
- "Waza" (技) significa "técnica" o "habilidad" en japonés. Este término se utiliza comúnmente en las artes marciales para referirse a las diversas técnicas y habilidades que se emplean durante el combate.

## Nuki Waza
Consiste en esquivar el ataque del oponente y contraatacar de inmediato, aprovechando la apertura en su defensa. La técnica Nuki Waza en el kendo se refiere a una acción de esquivar el ataque del oponente y contraatacar de manera rápida y precisa. El término "nuki" significa "retirarse" o "extraer", lo que indica que el practicante se retira ligeramente del alcance del ataque enemigo. Durante un enfrentamiento en kendo, cuando el oponente lanza un ataque, el practicante de Nuki Waza realiza un movimiento ágil hacia atrás, evitando el contacto con el shinai (espada de bambú) del oponente. Esta retirada rápida crea una apertura en la defensa del oponente, dejándolo vulnerable. 
Una vez que se ha esquivado exitosamente el ataque, el practicante de Nuki Waza aprovecha la brecha temporal y contraataca de inmediato con un golpe preciso dirigido al objetivo deseado. La clave para ejecutar esta técnica de manera efectiva radica en la anticipación y la sincronización, ya que el contraataque debe ser realizado en el momento exacto en que el oponente está expuesto y desequilibrado. 
La técnica Nuki Waza requiere agilidad, rapidez de reflejos y una lectura precisa de los movimientos del oponente. Es una estrategia eficaz para sorprender al oponente y ganar la ventaja en el combate. Además, el Nuki Waza puede utilizarse en diferentes situaciones, ya sea para contraatacar con un golpe directo o para abrir camino hacia una posición más favorable en el campo de combate.

## Kaeshi Waza
Se trata de bloquear o desviar el ataque del oponente y responder de manera inmediata con un contraataque preciso y rápido. La técnica Kaeshi Waza en el kendo se refiere a un contraataque realizado de manera fluida y precisa en respuesta al ataque del oponente. El término "kaeshi" significa "devolver" o "contrarrestar", lo que indica que el practicante responde al ataque enemigo de manera hábil y efectiva. 
Cuando el oponente realiza un ataque en kendo, el practicante de Kaeshi Waza utiliza su habilidad y astucia para desviar o redirigir el ataque enemigo con un movimiento rápido y suave de su propia espada. En lugar de bloquear directamente el ataque, se aprovecha del impulso y la dirección del ataque enemigo para realizar un contraataque. 
El objetivo principal de la técnica Kaeshi Waza es sorprender al oponente y desequilibrarlo. A través de movimientos fluidos y coordinados, el practicante crea una abertura en la defensa del oponente y aprovecha ese momento para lanzar un contraataque preciso y contundente. La ejecución exitosa de Kaeshi Waza requiere una excelente lectura de los movimientos del oponente y una habilidad excepcional para anticipar y responder rápidamente. Es una técnica avanzada que demuestra la maestría del practicante en el arte del kendo.
Es importante destacar que la técnica Kaeshi Waza no se limita a un solo tipo de contraataque, sino que puede manifestarse de diversas formas dependiendo de la situación y las preferencias del practicante. Algunas variantes populares de Kaeshi Waza incluyen Kaeshi Men (contraataque a la cabeza), Kaeshi Do (contraataque al cuerpo) y Kaeshi Kote (contraataque a la muñeca).

## Uchiotoshi Waza
La técnica Uchiotoshi Waza en el kendo se refiere a un movimiento en el que se derriba o desvía el ataque del oponente con una combinación de fuerza y precisión. El término "uchiotoshi" se compone de los términos "uchi" que significa "golpear" y "otoshi" que significa "derribar" o "caer". En Uchiotoshi Waza, el practicante busca aprovechar la fuerza y el impulso del ataque del oponente para redirigirlo o neutralizarlo. Mediante un movimiento hábil y coordinado, se golpea o se derriba la espada del oponente hacia abajo, creando una apertura en su defensa y permitiendo un contraataque efectivo.
La ejecución de Uchiotoshi Waza requiere una buena lectura del movimiento y la intención del oponente, así como una respuesta rápida y precisa. El practicante debe estar atento a los momentos oportunos para aplicar la técnica, aprovechando la fuerza y la dirección del ataque enemigo para desequilibrarlo. La técnica Uchiotoshi Waza se puede aplicar en diferentes situaciones. Por ejemplo, se puede utilizar para desviar un ataque hacia abajo y abrir una oportunidad para un contraataque a la cabeza (men) o al cuerpo (do). También se puede emplear para romper la postura defensiva del oponente y desequilibrarlo.
Es importante practicar y desarrollar una buena técnica de Uchiotoshi Waza, ya que requiere un buen dominio de la postura, el equilibrio y la coordinación corporal. Además, se necesita una comprensión profunda de los principios fundamentales del kendo, como el timing, la distancia y el manejo de la espada.

## Suriage Waza
Se refiere a elevar el shinai del oponente durante su ataque y luego realizar un contraataque aprovechando su desequilibrio. La técnica Suriage Waza en el kendo se refiere a un movimiento de levantar o deslizar la espada para bloquear o desviar el ataque del oponente. El término "suriage" se compone de los términos "suri" que significa "deslizar" y "age" que significa "levantar".
En Suriage Waza, el practicante intercepta el ataque del oponente al levantar o deslizar su propia espada en un movimiento rápido y preciso. El objetivo principal de esta técnica es defenderse y bloquear el ataque del oponente, manteniendo la propia posición segura. l practicante debe anticipar el ataque del oponente y realizar un movimiento rápido de levantar o deslizar su espada para interceptarlo en el momento justo. Al realizar esta acción, se busca crear una apertura en la defensa del oponente y prepararse para un contraataque. Suriage Waza se puede aplicar en diferentes situaciones, como cuando el oponente intenta golpear la cabeza (men) o el área del cuerpo (do). El practicante levanta o desliza su espada en dirección ascendente para bloquear y desviar el ataque entrante, manteniendo así su propia posición segura.
Estas son solo algunas de las técnicas de Oji Waza en el kendo, y su elección y aplicación dependerán de la situación y las habilidades del practicante. Estas técnicas requieren una buena lectura del movimiento del oponente, tiempo preciso y una ejecución rápida y decidida para lograr el éxito en el combate.